# Bafia (A.50) jezici
Bafia (A.50) jezici, podsskupina nigersko-kongoanskih jezika iz skupine pravih bantua u zoni A, raširenih na području Kameruna. Zoni A pripadaju zajedno s jezicima basaa (A.40), bube-benga (A.30); duala (A.20), kako (A.90);  lundu-balong (A.10), makaa-njem (A.80) i yaunde-fang (A.70). Obuhvaća (5) jezika, to su: 
- bafia [ksf], 60.000 (1991 UBS);
- dimbong [dii], 140 (1992 SIL). Etničkih: 50.000;
- hijuk [hij], 400 (1992 SIL);
- lefa ilibalom [lfa] 10.000; i
- tibea [ngy], 1.400 (1992 SIL).[1]

## Vanjske poveznice
- Ethnologue (14th)
- Ethnologue (15th)